# 1986年10月逝世人物列表
1986年逝世人物列表：1月 - 2月 - 3月 - 4月 - 5月 - 6月 - 7月 - 8月 - 9月 - 10月 - 11月 - 12月
1986年10月逝世人物列表，是用于汇总1986年10月期间逝世人物的列表。

## 依日期排序

### 1日
- Archie League，79歲，美國空中交通管制員。[1]
- 肖恩·摩爾（Seán Moore），73歲，愛爾蘭政治家，爱尔兰众议院成員，都柏林市長。[2]
- Dražen Ričl，24歲，南斯拉夫搖滾音樂家（Crvena jabuka）和喜劇演員，交通事故。[3]

### 2日
- F. Wayne Valley，72歲，美國商人和橄欖球高管，拉斯维加斯突袭者老闆，癌症。[4]

### 3日
- 文斯·迪馬喬，74歲，美國職業棒球大聯盟（匹茲堡海盜），乔·迪马乔的兄弟，結腸癌。[5]
- 謝爾蓋·普雷米寧（Sergey Preminin），20歲，蘇聯海軍水手，避免了核潛艇K-219熔毀，體溫過高。[6]
- 韩先楚，73歲，中國人民解放軍上將。[7]

### 4日
- Raymond E. Baldwin，93歲，美國政治家、美國參議院議員和康涅狄格州州長。[8]
- 邁克·巴特沃斯，62歲，英國漫畫作家（特裡根帝國），心臟病發作。
- 薩拉拉·德維（Sarala Devi），82歲，印度政治家和社會活動家，奧里薩邦立法議會議員。[9]
- 阿爾諾·馮·倫斯基（Arno von Lenski），93歲，納粹德國國防軍將軍和政治家。[10]
- Desiderius Orban，101歲，匈牙利和澳大利亞畫家，腎病。[11]

### 5日
- 邁克·伯格曼，39歲，澳大利亞賽車手，賽車事故。[12]
- 蒂莫西·克雷西（Timothy Creasey），63歲，英國陸軍上將。[13]
- 亞伯拉罕·范伯格（Abraham Feinberg），87歲，美國拉比、活動家和歌手，癌症。[14]
- 魯道夫·弗萊施（Rudolf Flesch），75歲，奧地利出生的美國可讀性專家和作家（為什麼約翰尼不識字）。[15]
- 科萊特·萊昂斯，78歲，美國女演員，喬治·倫道夫·赫斯特的妻子。[16]
- 梅林·米切爾（Mairin Mitchell），91歲，英國和愛爾蘭作家和記者。[17]
- Hal B. Wallis，87歲，美國電影製片人（北非谍影、大地惊雷、俠盜羅賓漢），糖尿病。[18]
- James H. Wilkinson，67歲，英國數學家（Wilkinson 矩陣、Wilkinson 多項式），心臟病發作。[19]

### 6日
- Marie-Hélène Arnaud，52歲，法國模特和演員，“香奈儿的代言人”。
- 尤里·巴巴耶夫，58歲，蘇聯物理學家，沙皇炸彈的共同設計者。[20]
- Gokulbhai Bhatt，88歲，印度政治家和社會工作者，西羅希州首席部長。[21]
- 蓋伊·普倫德加斯特（Guy Prendergast），81歲，英國陸軍軍官和探險家。
- 大衛·魯賓諾夫，89歲，俄羅斯出生的美國小提琴家。[22]
- 羅伯特·西克斯，79歲，美國商人，美國大陸航空公司首席執行官。[23]
- 華萊士·韋德（Wallace Wade），94歲，美式橄欖球運動員和體育教練。[24]

### 7日
- 謝麗爾·克勞福德（Cheryl Crawford），84歲，美國戲劇製作人和導演（團體劇院）。[25]
- Arthur Galsworthy，70歲，英國外交官、駐紐西蘭高級專員、駐愛爾蘭共和國大使。[26]
- 石坂洋次郎（Yōjirō Ishizaka），86歲，日本小說家和短篇小說作家。
- Iwan Iwanoff，67歲，保加利亞和澳大利亞建築師，肺炎。[27]
- 刘伯承，93歲，中國人民解放軍上將。[28]
- 耶日·沃耶克（Jerzy Łojek），54歲，波蘭歷史學家。
- J. G. Phillips，75歲，澳大利亞經濟學家，澳大利亞儲備銀行行長，自殺。[29]
- Paul Tournier，88歲，瑞士醫生和教牧顧問，癌症。[30]

### 8日
- 內爾斯·安德森（Nels Anderson），97歲，美國社會學家和作家（流浪漢）。[31]
- 沃爾特·伯克莫，67歲，美國高爾夫球手，PGA 錦標賽冠軍。[32]
- 沙迪·阿卜杜勒·薩拉姆（Shadi Abdel Salam），56歲，埃及電影導演兼編劇（數年之夜）。[33]
- Max Surkont，64歲，美國職業棒球大聯盟球員（波士頓/密爾沃基勇士隊）。[34]

### 9日
- Harald Reinl，78歲，奧地利電影導演（眾神戰車），被謀殺。[35]
- 喬喬·懷特，77歲，美國職業棒球大聯盟球員（底特律老虎隊）。[36]

### 10日
- 傑羅德·布勞恩莫爾（Gerold Braunmühl），51歲，西德外交官，遇刺身亡。[37]
- 瑪麗·喬蒙德利（Mary Cholmondeley），80歲，英國社交名媛和女繼承人。[38]
- 安東尼奧·迪·貝內代托，63歲，阿根廷小說家（Zama）。
- Rusty Lane，87歲，美國演員和大學教授（與父親一起犯罪）。
- Marie Neurath，88歲，德國和英國兒童讀物設計師和插畫家，國際文字圖像教育系統的聯合開發者。[39]
- 邁克爾·普萊爾，25-26歲，美國連環殺手（Skid Row Slayer），自殺。[40]
- Priaulx Rainier，83歲，南非出生的英國作曲家。[41]
- 拉斯·范·阿塔（Russ Van Atta），80歲，美國職業棒球大聯盟球員（聖路易斯布朗隊）。[42]
- 格列布·瓦塔金（Gleb Wataghin），86歲，烏克蘭裔義大利物理學家。[43]

### 11日
- 格雷戈里奥·阿尔瓦雷斯（Gregorio Álvarez），96歲，阿根廷歷史學家和醫生。
- Norm Cash，52歲，美國職業棒球大聯盟（底特律老虎）溺水身亡。[44]
- 約翰·克羅克特，68歲，英國電視和舞台導演。
- 喬治·杜梅吉爾（Georges Dumézil），88歲，法國語言學家，中風。[45]
- 巴克·費爾利（Barker Fairley），99歲，英國出生的加拿大畫家和文學學者。[46]
- 大衛·漢德，86歲，美國動畫師（華特迪士尼動畫工作室），中風。[47]
- 鮑裡斯·萊文（Boris Leven），78歲，俄羅斯出生的美國製作設計師和奧斯卡金像獎得主（西城故事）。[48]
- Ed McNamara，65歲，加拿大演員（For Gentlemen Only、Bayo）。[49]
- Al Ullman，72歲，美國政治家，美國眾議院議員，前列腺癌。[50]

### 12日
- 約翰·埃雷拉（John J. Herrera），76歲，美國律師和活動家，拉丁美洲公民聯盟（League of United Latin American Citizens）主席。[51]

### 13日
- Maidie Andrews，93歲，英國女演員。
- 艾布拉姆·希爾（Abram Hill），76歲，美國劇作家（On Strivers Row），是美國黑人劇院（American Negro Theatre）的聯合創始人，肺氣腫。[52]
- Fred K. Mahaffey，52歲，美國陸軍上將，美国战略司令部總司令，癌症。[53]
- 赫爾曼·馮·西門子，101歲，德國實業家，西门子公司董事長。[54]

### 14日
- Milovan Ćirić，68歲，南斯拉夫足球運動員和經理（貝爾格勒紅星）。[55]
- 伊薇特·杜蓋（Yvette Dugay），54歲，美國女演員（蒙大拿州牛后）。
- Spec O'Donnell，75歲，美國演員。
- 荻須高德，84歲，日本出生的法國畫家。
- 巴里·薩爾瓦奇，39歲，英格蘭足球運動員（布倫特福德、米爾沃爾），心臟病發作。[56]
- Keenan Wynn，70歲，美國演員（The Hucksters），胰腺癌。[57]
- 山内恭彥，84歲，日本理論物理學家（量子力学）。

### 15日
- 亞歷克斯·喬西（Alex Josey），76歲，英籍新加坡記者，以撰寫李光耀的傳記而聞名，帕金森病。[58]
- 拉尼·帕德米尼，23-24歲，印度女演員（Parankimala、Kilikkonjal），被謀殺。[59]
- 傑奎琳·羅克（Jacqueline Roque），59歲，巴勃羅·畢卡索（Pablo Picasso）的法國人，自殺。[60]
- 馬庫斯·撒母耳（Marcus Samuel），77歲，英國商人和世襲貴族，萊斯銀行（Lloyds Bank）董事。[61]
- 傑里·史密斯，43歲，美國 NFL 橄欖球運動員（华盛顿指挥官），愛滋病。[62]

### 16日
- 馬諾洛·阿爾瓦雷斯·梅拉（Manolo Álvarez Mera），62歲，古巴出生的男高音。
- Arthur Grumiaux，65歲，比利時小提琴演奏家，中風。[63]
- Yukihiko Haida，77歲，美國作曲家和尤克里里琴演奏家。
- 瑪納斯·穆克吉（Manas Mukherjee），43歲，印度作曲家。
- Sandro Puppo，68歲，義大利足球運動員和經理（威尼斯、意大利），奧運會金牌得主。[64]
- 泰德·薩加爾，76歲，英國國際足球運動員（埃弗頓、英格蘭）。[65]
- 薩伏依的約蘭達公主，85歲，義大利皇室成員，维托里奥·埃马努埃莱三世的女兒，心力衰竭。[66]

### 17日
- 鮑裡斯·阿爾卡季耶夫，87歲，蘇聯足球運動員和教練（蘇聯）。[67]
- 哈米什·弗雷澤（Hamish Fraser），73歲，蘇格蘭記者和政治活動家，紅色恐怖參與者。[68]
- 斯坦·賈德金斯，79歲，澳式足球運動員（里士满）。[69]
- 羅恩·卡斯（Ron Kass），51歲，美國電影製片人（裸體瑜伽（Naked Yoga）），癌症。[70]
- 莉亞·羅茲（Leah Rhodes），84歲，美國服裝設計師（《唐璜歷險記》）。[71]

### 18日
- Niat Qabool Hayat Kakakhel，81歲，巴基斯坦政治家。
- Clyde S. Kilby，84歲，美國作家，創立了 Marion E. Wade 中心。[72]
- Wilhelm Orlik-Rückemann，92歲，波蘭陸軍上將。[73]

### 19日
- 摩西·阿什（Moses Asch），80歲，波蘭出生的美國錄音工程師和高管，民俗唱片公司（Folkways Records）的創始人。[74]
- 阿基諾·德·布拉干薩（Aquino de Bragança），62歲，印度出生的莫三比克記者和外交官。[75]
- Karlo Bulić，76歲，南斯拉夫演員（Naše malo misto）。
- Dele Giwa，39歲，奈及利亞記者，Newswatch 雜誌創始人，被暗殺。[76]
- 萊昂·亨德森（Leon Henderson），91歲，美國經濟學家，價格管理辦公室（Office of Price Administration）管理員。[77]
- 斯坦利·萊博夫斯基，59歲，美國作曲家和指揮家（芝加哥、耶穌基督超級巨星）。[78]
- Oldřich Lipský，62歲，捷克斯洛伐克電影導演和編劇。
- Samora Machel，53歲，莫三比克政治家，莫三比克總統，飛機失事。[79]
- Simon Mahon，72歲，英國政治家，國會議員。[80]
- H. Freeman Matthews，87歲，美國外交官，駐奧地利、荷蘭和瑞典大使。[81]
- 沙菲克·納德（Shafeek Nader），60歲，西北康涅狄格社區學院（Northwestern Connecticut Community College）的聯合創始人，拉尔夫·纳德（Ralph Nader）的弟弟，心力衰竭。[82]
- Kottarakkara Sreedharan Nair，64歲，印度马拉雅拉姆语演員（Chemmeen）。
- 喬治·皮格拉斯，86歲，美國職業棒球大聯盟（紐約洋基）和裁判。[83]
- 阿爾謝尼·索科洛夫，76歲，蘇聯理論物理學家（同步辐射）。
- 梅·威爾遜，80-81歲，美國藝術家，肺炎。[84]

### 20日
- 邁克爾·喬·科斯特洛（Michael Joe Costello），82歲，愛爾蘭軍事領袖（爱尔兰独立战争）。[85]
- 湯米·沃克（Tommy Walker），63歲，美國活動總監，《Charge！》作曲家，心臟手術併發症。[86]

### 21日
- Theodor Busse，88歲，納粹德國陸軍步兵上將）。[87]
- 佩拉吉奧·克魯茲（Pelagio Cruz），74歲，菲律賓陸軍上將，菲律宾武装部队參謀長。
- 吉塞拉·法克爾迪，65歲，德國女演員。[88]
- Gadabout Gaddis，90歲，美國漁民和電視節目主持人（飛翔的漁夫）。[89]
- Fritz Hochwälder，75歲，奧地利劇作家。[90]
- T. Krishna，36歲，印度泰盧固語電影導演和編劇（Pratighatana、Repati Pourulu）。[91]
- 萊昂內爾·墨菲，64歲，澳大利亞政治家和法官，澳洲律政部長，澳洲高等法院大法官，癌症。[92]
- Diwakarla Venkatavadhani，75歲，印度泰卢固语作家。

### 22日
- 簡·多納克，39歲，美國搖滾音樂家、喜劇演員和交通記者（萊拉和蛇），直升機失事。[93]
- 艾弗·法蘭西斯（Ivor Francis），67歲，加拿大裔美國演員（222號房間）。[94]
- Bhagwanti Navani，46歲，印度信德語歌手和演員。
- Albert Szent-Györgyi，93歲，匈牙利生物化學家和政治家（维生素C），諾貝爾獎獲得者（生理學或醫學）。[95]
- 伯納德·約瑟夫·托佩爾（Bernard Joseph Topel），83歲，美國羅馬天主教主教，斯波坎主教。[96]
- 叶剑英，89歲，中國政治家和陸軍將領。[97]

### 23日
- 保羅·布羅菲（Paul Brophy），49歲，美國消防員，病情引發了關於死亡權的爭論，他死於脫水。[98]
- Esquerita，48-51歲，美國歌手、詞曲作者和鋼琴家，愛滋病患者。[99]
- 羅納德·朗（Ronald Long），75歲，英裔美國演員（一生之愛），心臟病專家。[100]
- 康拉德·奧布萊恩-弗蘭奇（Conrad O'Brien-ffrench），92歲，英國情報官員（秘密情報局）和登山家。[101]

### 24日
- 迈克尔·布伦南，90歲，愛爾蘭將軍，愛爾蘭國防軍參謀長。[102]
- 約翰尼·戴亞尼（Johnny Dyani），40歲，南非爵士樂雙貝斯手、聲樂家和鋼琴家（The Blue Notes），肝病。[103]
- 約瑟夫·詹森（Joseph B. Johnson），93歲，瑞典出生的美國政治家，佛蒙特州州長。[104]

### 25日
- 卡羅爾·埃德森（Carroll A. Edson），94歲，美國童子軍領袖，是 Order of the Arrow 的聯合創始人。[105]
- 吉列爾莫·埃扎吉雷，77歲，西班牙國際足球運動員（塞維利亞、西班牙）。[106]
- 里卡多·桑斯·加西亞（Ricardo Sanz García），87歲，西班牙激進分子，全國勞工聯盟領導人。
- Howard S. McDonald，92歲，美國學術管理人員，加利福尼亞州立大學洛杉磯分校校長。[107]
- Tadao Tannaka，77歲，日本數學家（Tannaka-Krein 對偶性）。[108]
- 福雷斯特·塔克，67歲，美國演員（F Troop），肺癌。[109]

### 26日
- 杰克逊·肖尔茨（Jackson Scholz），89歲，美國短跑運動員和奧運會金牌得主。[110]
- 馬塞爾·西蒙（Marcel Simon），79歲，法國宗教歷史學家（Verus Israel）。[111]

### 27日
- 谢尔曼·亚当斯，87歲，美國政治家，新罕布希爾州州長，美國眾議院議員。[112]
- 艾倫·布蘭斯庫姆（Alan Branscombe），50歲，英國爵士鋼琴家和中音薩克斯管演奏家。

### 28日
- 羅伯特·亞瑟，76歲，美國電影製片人和編劇（會說話的騾子法蘭西斯）。[113]
- 約翰·佈雷恩，64歲，英國小說家（頂層的房間），胃出血。[114]
- Marga Klompé，74歲，荷蘭政治家，眾議院議員。[115]
- 伊恩·馬特（Ian Marter），42歲，英國演員（異世奇人）和作家，心臟病發作。
- 埃迪·沃林，76歲，英國橄欖球聯盟評論員，失智症。[116]

### 29日
- 米米斯·福托普洛斯（Mimis Fotopoulos），73歲，希臘演員和作家，心臟病發作。
- 馬塞爾·加斯科恩（Marcel Gascoin），79歲，法國傢具設計師。
- Abel Meeropol，83歲，美國詞曲作者和詩人（《Strange Fruit》）。[117]
- 亞倫·雷斯尼克（Aaron Resnick），71歲，美國建築師，烏索尼亞歷史街區（Usonia Historic District）的聯合創始人，心臟病發作。[118]
- 羅納德·湯姆（Ronald Thom），63歲，加拿大建築師（梅西學院）。[119]

### 30日
- Andrzej Markowski，62 歲，波蘭作曲家和指揮家，Wratislavia Cantans 音樂節創始人。[120]
- Tandiono Manu，73 歲，印尼政治家，農業部長。
- 伊莉莎白·施瓦茨豪普特（Elisabeth Schwarzhaupt），85歲，德國政治家，聯邦衛生部長。[121]

### 31日
- 鮑勃·哈迪斯蒂，64歲，英國足球運動員（英国奥林匹克足球队）。[122]
- 瑪塞拉·馬丁，70歲，美國女演員（乱世佳人）。
- Robert S. Mulliken，90歲，美國物理學家和化學家（分子轨道理论），諾貝爾獎獲得者（化學），心力衰竭。[123]
- 布魯諾·斯內爾（Bruno Snell），90歲，德國古典語言學家（Die Entdeckung des Geistes）。[124]
- Gregorio F. Zaide，79歲，菲律賓歷史學家，菲律賓歷史協會主席。[125]